# X.Org Foundation

Logo der X.Org-Foundation

Die X.Org Foundation ist eine Stiftung, welche die Standards für X Window System definiert und ein eigenes X Window System, den X.Org-Server, als Referenzsystem verwaltet und weiterentwickelt.

## Projekte
Das Hauptprojekt ist der Betrieb des X.Org-Server, daneben gibt es weitere X-Server sowie:
- AIGLX ab Version 7.1
- Xgl, eine Implementierung eines X-Servers als GL-Client, die ähnliche Effekte und Möglichkeiten wie AIGLX bietet. Die technische Herangehensweise ist jedoch grundverschieden; Xgl ist darüber hinaus zurzeit (Stand Oktober 2006) nicht Teil des X.Org-Servers.
- Xegl, ein X-Server, der die gleichen grafischen Fähigkeiten wie Xgl besitzt. Er soll aber direkt auf einer neuen, vom Windowing-System unabhängigen Treiberarchitektur unmittelbar in OpenGL implementiert werden.
- Debrix, die Entwicklungsrichtung, die die Modularisierung und Strukturierung des X-Servers umfassend verändern soll.
- KDrives, ein hochmodularer X-Server, der als Basis für Debrix gedient hat und momentan nur zum Ausprobieren existiert. Er heißt KDrives, weil er ausschließlich mit Hilfe des Kernels funktioniert.
- Xinerama unterstützt das Verbinden mehrerer physischer Displays zu einem virtuellen Desktop.
- X Test Suite, eine Umgebung, die das Testen von X-Fähigkeiten und X-Software vereinfacht.

## Geschichte
Die frühere X.Org-Organisation war für die X-Standards verantwortlich, eine eigene echte Implementierung eines Servers gab es dort jedoch nicht. Der bekannteste und meistgenutzte X-Server kam damals vom XFree86-Projekt.
Nachdem um 2003 innerhalb des XFree86-Projekts aber Streitigkeiten wegen einer neuen Lizenz für das anstehende Release der Version XFree86-4.4 ausgebrochen waren, verließen viele Entwickler das Projekt, um den Server auf Basis der alten Lizenz weiterzuentwickeln. Da die neue Lizenz von vielen Linux-Distributionen ebenfalls als GPL-inkompatibel abgelehnt wurde, formten die Entwickler zusammen mit Mitarbeitern verschiedener Distributionen und der alten X.Org-Organisation die neue X.Org-Stiftung, um in diesem Rahmen den X-Server und auch die X-Standards weiterzuentwickeln und zu verwalten.
Dabei verknüpfte man die Arbeit eng mit der des freedesktop.org-Projekts, welches die Quelltexte auch auf seinen Servern anbietet und Teile der Entwicklung koordiniert.
Die Stiftung wird, im Gegensatz zur alten X.Org-Organisation, hauptsächlich von Entwicklern geleitet.